# Брин, Михаил Израилевич
Михаи́л Изра́илевич Брин (англ. Michael (Misha) Brin; род. 20 сентября 1947, Москва) — советский и американский математик, кандидат физико-математических наук (1975), профессор-эмерит Мэрилендского университета. Отец сооснователя корпорации Google и разработчика поисковика Сергея Брина.

## Биография
Отец — кандидат физико-математических наук Израиль Абрамович Брин (1919, Саратов — 2011, Москва), был доцентом на электромеханическом факультете Московского энергетического института (1944—1998), автором учебников «Теория пределов и непрерывные функции» (М., 1955) и «Функции комплексного переменного и операционного исчисления для энергетиков» (М.: МЭИ, 1983), монографии «Некоторые вопросы теории стационарных случайных функций» (1969). Мать — филолог Майя Мироновна Брин (урождённая Кацин, 1920—2012), в её честь на русском отделении в Мэрилендском университете на пожертвования сына была организована исследовательская программа (The Maya Brin Residency Program) и лекторская позиция (Maya Brin Distinguished Lecturer in Russian).
С 1963 года учился в московской физико-математической средней школе № 444. Окончил механико-математический факультет МГУ в 1970 году. Работал научным сотрудником Научно-исследовательского экономического института при Госплане СССР (НИЭИ при Госплане СССР).
В 1975 году в Харьковском университете защитил диссертацию кандидата физико-математических наук по теме «Динамические системы с инвариантными слоениями» под руководством Дмитрия Аносова и Анатолия Катка.
В 1979 году переехал с женой, матерью и сыном в США, где стал преподавателем Мэрилендского университета в Колледж-Парке (впоследствии профессор).
До 2008 года Михаил Брин с женой жили в Колледж-Парке (Мэриленд), затем переехали в городок Лос-Альтос-Хиллс, округ Санта-Клара (Калифорния).

## Научные достижения
Основная сфера научных интересов — динамические системы и их применения и риманова геометрия.
В 1983 году вместе с Анатолием Катком опубликовал доказательство теоремы локальной энтропии (англ. The Brin–Katok Theorem, The Brin–Katok local entropy formula). В 1996 году вместе с Вернером Баллманом опубликовал важные результаты по многообразиям неположительной кривизны. Совместная работа с Яковом Песиным заложила основы эргодической теории частично гиперболических систем (1974). Группы Брина играют существенную роль в исследованиях групповых расширений гиперболических систем. Автор монографий «Introduction To Dynamical Systems» («Введение в динамические системы»), Cambridge University Press, 2002 (с Гарретом Стаком) и «Modern Dynamical Systems and Applications» («Современные динамические системы и их применения»), Cambridge University Press, 2004 (с Борисом Хассельблатом и Яковом Песиным).
Семинар по теории динамических систем, проведённый в Мэрилендском университете в 2008 году, был посвящён 60-летию учёного, сборник трудов впоследствии выпущен как фестшрифт.

## Благотворительность
Учредитель Премии Брина (2008), присуждаемой за вклад в теорию динамических систем. В 2015 году совместно с женой учредил в Мэрилендском университете именную профессорскую позицию «The Michael and Eugenia Brin Chair in Mathematics», а также именную профессорскую позицию в области исследований болезни Паркинсона.

## Семья
Жена — Евгения Валентиновна Брин (урождённая Краснокутская, 1949—2024), выпускница механико-математического факультета МГУ (1971), в прошлом — научный сотрудник в Институте нефти и газа, затем специалист по климатологии в NASA и директор благотворительной организации ХИАС; автор ряда научных трудов по метеорологии.
Сыновья — Сергей Брин (род. 1973), предприниматель, сооснователь Google; Сэм Брин (род. 1987), программист, основатель компании Butter Systems.
Единокровный брат — Александр Израилевич Лебедев (1945—1997), океанолог, зять академика М. Д. Миллионщикова.
Дядя — Александр Абрамович Колмановский (1922—1997), советский спортсмен и тренер по греко-римской борьбе, заслуженный тренер СССР.

## Публикации
- Гладкие динамические системы / пер. М. И. Брина, А. Б. Катка, Я. Б. Песина; под ред. Д. В. Аносова. — М.: Мир, 1977.
- Werner Ballmann. Lectures on Spaces of Nonpositive Curvature (In an appendix by Misha Brin, a self-contained and short proof of the ergodicity of the geodesic flow of a compact Riemannian manifold of negative curvature is given). Birkhäuser[нем.], 1995.
- Michael Brin, Garrett Stuck. Introduction to Dynamical Systems. Cambridge University Press, 2002 & 2015. — 256 p.; на китайском языке — 2013. — 263 pp.[44]
- Modern Dynamical Systems and Applications. Edited by Michael Brin, Boris Hasselblatt, Yakov Pesin. Cambridge University Press, 2004. — 474 pp.
- М. И. Брин, Я. Б. Песин. Частично гиперболические динамические системы. Изв. АН СССР. Сер. матем., 38:1 (1974), 170—212.
- M. Brin, M. Gromov. On the Ergodicity of Frame Flows. Invent. Math., v. 60 (1980), 1—7.[45]
- M. Brin, A. Katok. On local entropy. Geometric dynamics, Springer Lecture Notes, 1007 (1983), 30—38.
- W. Ballmann, M. Brin. Orbihedra of nonpositive curvature. Publications Mathématiques de l’Institut des Hautes Scientifiques (1995) 82:169.
- M. Brin, D. Burago, S. Ivanov. Dynamical coherence of partially hyperbolic diffeomorphisms of the 3-torus. J. Mod. Dyn. 3 (2009), no. 1, 1—11.